# Ferrocarril de Circunvalación
El Ferrocarril de Circunvalación o Cintura fue un servicio de tren urbano chileno operado por la Empresa de los Ferrocarriles del Estado (EFE). Abarcaba una distancia de 13,4 kilómetros en forma cuadrangular, entre las estaciones Mapocho y Providencia, uniendo las zonas periféricas y las industrias de la ciudad de Santiago en el siglo XX. Tuvo estaciones que permitieron el intercambio con diferentes servicios de EFE y otros ferrocarriles particulares. Su trazado inspiró los límites de la comuna de Santiago, el centro de la capital.

## Historia
Desde fines del siglo XIX, el aumento sistemático de la población y la necesidad de mercancías obligó a las autoridades de la ciudad de Santiago a buscar un medio de transporte rápido y expedito, que solucionara el problema de movilizar tanto pasajeros como mercancías, posando sus miradas hacia el ferrocarril, el cual desde su incorporación al país en 1851, originó una verdadera revolución. 
Se decide la construcción de un ferrocarril de cintura, siguiendo el modelo de las grandes capitales del mundo. El ferrocarril debería satisfacer las necesidades más apremiantes de la capital, abastecerla de productos agrícolas y manufacturas y ser el motor de las actividades industriales que se concentren a su alrededor, intentando paralelamente introducir el transporte de pasajeros.
El 9 de febrero de 1899 se aprueba la construcción del Ferrocarril de Circunvalación, contemplando la extensión de la línea férrea desde la estación Ñuñoa hasta la estación Providencia (terminal del Ferrocarril del Llano de Maipo y futuro Ferrocarril Transandino) y desde ahí por la ribera sur del Mapocho hasta la Estación Mercado, contemplando incluso una Estación Santa Lucía, la cual se desechó a favor del mejoramiento de la estación Providencia (ubicada en Plaza Baquedano). 
El trazado dispuesto para su construcción, fue uno que uniera la periferia del Santiago de 1850, lo que corresponde a:
- El río Mapocho al norte
- Las avenidas Matucana y Exposición al poniente
- La ribera norte del Zanjón de la Aguada al sur
- La Avenida Vicuña Mackenna al oriente

De estos trazados la totalidad fue construida por Ferrocarriles del Estado, construyéndose por sectores en diferentes épocas:
| Tramos construidos FF.CC. de Cintura[cita requerida] | Tramos construidos FF.CC. de Cintura[cita requerida] | Tramos construidos FF.CC. de Cintura[cita requerida] | Tramos construidos FF.CC. de Cintura[cita requerida] |
| Inicio                                               | Término                                              | Extensión                                            | Año                                                  |
| ---------------------------------------------------- | ---------------------------------------------------- | ---------------------------------------------------- | ---------------------------------------------------- |
| Alameda                                              | San Diego                                            | 1.5 km                                               | 1857                                                 |
| Alameda                                              | Yungay                                               | 3.3 km                                               | 1863                                                 |
| Yungay                                               | Mapocho                                              | 2.9 km                                               | 1888                                                 |
| San Diego                                            | Providencia                                          | 5.7 km                                               | -                                                    |

Para esos años Santiago quedaría rodeado por una línea férrea, la cual permitiría el rápido desplazamiento de personas y mercancías por la periferia de la ciudad, eso sin prever el explosivo aumento territorial y demográfico que sufriría la ciudad en años posteriores. 
Según autores como Thompson y Angerstein, “Hasta aproximadamente 1914, también circularon por ahí Trenes de Pasajeros, uno por sentido, en las horas de mayor movimiento… El viaje completo de un sentido, demoraba unos 20 minutos; es decir la velocidad media, paradas incluidas, fue de la nada despreciable de 30 Km/hr., que casi igual que los trenes del Metro de fines del mismo siglo…”. En octubre de 1918 se establecían mediante un decreto del Ministerio de Industria y Obras Públicas los lineamientos para finalizar la construcción del Ferrocarril de Circunvalación en el tramo faltante entre Providencia y Mapocho; se establecía que el trazado entre ambas estaciones sería subterráneo, así como también el empalme de dicha línea con la del Ferrocarril de Santiago al Peñón, línea propuesta hacia el sector de Las Condes y que finalmente solo alcanzó el sector de Tobalaba.

Vista cartográfica actual del tramo entre las estaciones Central y Yungay.

Hacia 1940, el desarrollo de la ciudad sobrepasó el antiguo límite que había ostentado Santiago casi desde su fundación, ampliándose hacia el sur y oriente. Alcaldes de las ahora periféricas comunas de Ñuñoa, San Miguel, La Cisterna y La Florida, solicitaron la supresión del trazado de circunvalación, argumentando que "el ferrocarril a nivel constituía un elemento de división de la ciudad en dos y de constante peligro, por ir la vía a superficie de la calle, lo que originaria grandes peligros para la población”. La petición fue acogida por el gobierno, encargando un estudio de rentabilidad de este trayecto al arquitecto austriaco Karl Brunner, quien en su informe final recomendó levantar la línea.

### Desmantelamiento
Paulatinamente a partir de la década de 1940, la Empresa de los Ferrocarriles del Estado comenzó a abandonar la línea, en una primera etapa la estación Providencia fue demolida para construir el Parque Bustamante y la estación Ñuñoa fue reconstruida esta última un poco más al sur (en la calle San Eugenio). Desde ese momento el servicio se enfocó en el servicio a las empresas apostadas cerca de las estaciones Alameda, San Diego, Santa Elena y sus 45 desvíos ferroviarios para esta actividad.
En 1994 fue publicado el decreto que ordenó el levantamiento de las vías e instalaciones entre las estaciones San Diego y Ñuñoa, además del desvío Luchetti y el ramal Santa Carolina.
El 10 de febrero de 2006 se autorizó a la Empresa de los Ferrocarriles del Estado para suprimir y levantar las vías férreas correspondiente al ramal ferroviario San Eugenio-Ñuñoa.

## Estaciones
En su trazado el FF.CC de Circunvalación contó con las siguientes estaciones: 
| Estaciones FF.CC de Cintura[cita requerida] | Estaciones FF.CC de Cintura[cita requerida] | Estaciones FF.CC de Cintura[cita requerida] | Estaciones FF.CC de Cintura[cita requerida] |
| Estación                                    | Ubicación                                   | Información |                                             |
| ------------------------------------------- | ------------------------------------------- | --- | ------------------------------------------- |
| Providencia                                 | Providencia/Bustamante                      | También denominada como «estación Pirque». Estación terminal de FF.CC del Llano de Maipo y el FF.CC de Circunvalación, también fue proyectada como Terminal del Ferrocarril Transandino, el cual nunca llegó a construirse. |                                             |
| Ñuñoa                                       | Grecia/Bustamante                           | Estación común entre el FF.CC del Llano de Maipo y el FF.CC de Circunvalación, en la década de 1940, fue demolida y reconstruida metros más al sur en San Eugenio. |                                             |
| Santa Elena                                 | Placer/Santa Elena                          | Ubicada a metros del paso superior de Vicuña Mackenna, desde su perímetro comenzaba el ramal a la empresa Lucchetti. |                                             |
| San Diego                                   | Gran Avenida/Centenario                     | También conocida como Matadero, dado que se ubicaba a un costado del Mercado Matadero en el margen sur de Santiago. Su principal actividad fue el transporte de carga. |                                             |
| Padura                                      | Av. Club Hípico                             | Estación muy poco conocida; conectaba el ramal que avanzaba por la Av. Viel en dirección a la antigua fábrica de cartuchos, hoy el Museo Histórico y Militar de Chile. |                                             |
| Alameda                                     | Alameda/Matucana                            | Corresponde a la Estación Central, que es la principal estación de ferrocarriles de Chile. Es el terminal de los servicios de la Red Sur de Ferrocarriles, el FF.CC a Cartagena, el FF.CC a Valparaíso, y terminal de embarque de principales manufacturas de exportación e importación a los Puertos de San Antonio, Valparaíso y Talcahuano.                                                                    |                                             |
| Yungay                                      | Carrascal/Matucana                          | La estación Yungay debió ser la estación ferroviaria más concurrida desde comienzos de 1900, porque aquí se cruzaban los servicios a Valparaíso, el sur y Circunvalación. Constaba de varios andenes, una maestranza y ramales hacia empresas graneleras ubicadas a su alrededor. Desde esta estación se iniciaba una línea de ferrocarril de 10 km y trocha de 0,75 cm, la cual comunicaba Yungay con Barrancas. |                                             |
| Mapocho                                     | Independencia/Balmaceda                     | Estación terminal del FF.CC Santiago–Valparaíso, servicios de la Red Sur y FF.CC Circunvalación. Anteriormente fue conocida como Mercado. |                                             |

## Desvíos
Además de las estaciones importantes desvíos permitían conectar las empresas circundantes con la red troncal de EFE.
- Lechería (Calle San Alfonso): desvío que permitía la carga y descarga de productos lácteos hacia la Central Lechera de Santiago, para su distribución.
- FAMAE (Av. Viel): el desvío hacia la Fábricas y Maestranza del Ejército y el Arsenal de Guerra por un costado del Parque O'Higgins, estaba pensado para su uso bélico, en caso de Conflicto el ferrocarril se convertiría en el eje para abastecer a las tropas y trasportar armamentos y material de Guerra.
- Lucchetti (Av. Vicuña Mackenna): desvío hacia la Fábrica de Fideos Lucchetti, permitía la carga y descarga de productos agrícolas para su procesamiento y transformación en manufacturas.

## Trazado
En total la línea abarcaba una extensión de 13,4 km; a este trazado solo faltó la construcción del tramo entre la estación Providencia (Plaza Italia) y la Estación Mapocho, las cuales debían estar terminadas para las celebraciones del Centenario de Chile.